# Musée national des Transports de La Spezia
Le Musée National des Transports de La Spezia (en italien Museo nazionale dei trasporti La Spezia) est un musée italien consacré principalement au matériel ferroviaire et aux trolleybus. Il est situé sur la via Fossitermi dans la ville de La Spezia en Ligurie.
Le Musée est divisé en deux sections, consacrées respectivement au transport routier et au ferroviaire.

## Historique
Le musée a été créé le 17 avril 1986 par une association à but non lucratif.
La spécialisation initiale du musée a été consacrée aux transports publics sur pneus, les autobus et en particulier les trolleybus. La partie musée consacrée au transport ferroviaire a été inaugurée en 2003, bien qu'elle remonte en fait à 1991. Il recueille notamment des locomotives à vapeur, électriques et diesel, des voitures, des wagons et des tramways.

## Collections

### Transport routier
Deux collections : d'autobus, comportant 25 véhicules de différents réseaux y compris d'autres pays, les plus anciens dates des années 1950 ; de trolleybus, comportant 220 véhicules historiques des réseaux italiens.

### Transport ferroviaire
Une collection de matériel roulant ferroviaire historique, dont le plus ancien date de 1880, 50 unités, composée de locomotives (vapeur, diesel et électrique), de voitures et de wagons ; une collection d'objets historiques de l'environnement ferroviaires, utilisés pour construire les lignes, le long des voies ou dans les gares ; une collection de modélisme ferroviaire à l'échelle 0 de matériel roulant réalisé durant les années 1940-1950 .

## Musée vivant
Un train historique, remorqué par une locomotive à vapeur des années 1920, a également été remis en service par l'Association des trains historiques de Ligurie, qui fait une route touristique dans la région de Lunigiana.